# Jang Ming-süan
Jang Ming-süan (čínsky pchin-jinem Yáng Míngxuān, znaky zjednodušené 杨明轩; 1891 — 22. srpna 1967) byl čínský učitel a politik. Ve 20. a 30. letech se aktivně účastnil politického života v Číně, věnoval se především otázkám vzdělávání. Od roku 1925 byl členem Komunistické strany Číny, od poloviny 40. let působil v Čínské demokratické lize (CDL), po roce 1949 jedné z menších politických stran v Čínské lidové republice (ČLR); po založení Čínské lidové republiky měl na starosti otázky vzdělávání a kultury ve vládě severozápadní Číny, od roku 1954 zastával vysoké pozice v zákonodárném sboru ČLR jako člen a od roku 1965 místopředseda stálého výboru Všečínského shromáždění lidových zástupců. Od roku 1958 byl místopředsedou a od roku 1963 předsedou Čínské demokratické ligy.

## Život
Jang Ming-süan se narodil roku 1891 v okrese Chu v provincii Šen-si. Studoval v Si-anu, Tokiu a Pekingu, účastnil se hnutí 4. května. Pracoval ve školství v Šen-si, krátce vyučoval na Šanghajské univerzitě, poté se vrátil do Šen-si. V Šen-si vstoupil do Kuomintangu (1925) a Komunistické strany Číny (1926), po rozchodu mezi Kuomintangem a KS Číny byl z Kuomintangu vyloučen. Poté střídavě vyučoval na školách v Šanghaji a Šen-si. Ve druhé polovině 30. let oživil své kontakty s komunisty a zapojil se do protijaponského hnutí, v Šen-si organizoval výbory národní spásy. Roku 1945 se podílel na založení severozápadní pobočky Čínské demokratické ligy, roku 1946 před kuomintangskou tajnou policií uprchl do Jen-anu.
V Jen-anu byl roku 1948 jmenován místopředsedou vlády pohraniční oblasti Šen-si-Kan-su-Ning-sia. Při založení Čínské lidové republiky na podzim 1949 se stal členem celostátního výboru Čínského lidového politického poradního shromáždění a působil v regionální správě na severozápadu země: byl členem vlády Šen-si (1949–1954), předsedou kulturního a vzdělávacího výboru severozápadního vojensko-administrativního výboru (1950–1953), místopředsedou severozápadního administrativního výboru a předsedou jeho výboru pro kulturu a vzdělání (1953–1954). V Čínské demokratické lize vedl její organizaci v severozápadních provinciích a byl členem jejího stálého výboru.
Roku 1954 byl zvolen poslancem a členem stálého výboru Všečínského shromáždění lidových zástupců (do obou funkcí byl znovuzvolen roku 1958 a 1964). Od roku 1957 byl ředitelem deníku Kuang-ming ž’-pao a následujícího roku 1958 byl zvolen místopředsedou Čínské demokratické ligy. Po smrti předsedy ligy Šen Ťün-žua roku 1963 nastoupil na uvolněné místo. V lednu 1965 byl v novém volebním období Všečínského shromáždění lidových zástupců zvolen jeho místopředsedou, současně byl zvolen členem stálého výboru celostátního výboru Čínského lidového politického poradního shromáždění.
Zemřel v Pekingu 22. srpna 1967.